# Marie-José
Pour l’article homonyme, voir Marie-José (prénom).
 (août 2023).
Si vous disposez d'ouvrages ou d'articles de référence ou si vous connaissez des sites web de qualité traitant du thème abordé ici, merci de compléter l'article en donnant les références utiles à sa vérifiabilité et en les liant à la section « Notes et références ».
Émilie Thérèse Mauricette Lhuillier, dite Marie-José, née le 26 décembre 1914 à Saint-Denis-du-Sig (Algérie) et morte le 4 février 2002  à Paris (13e), est une chanteuse et une actrice française.

## Biographie
Marie-José connait un certain succès pendant et après la Seconde Guerre mondiale. C'est ainsi que durant les années 1950, elle est, à plusieurs reprises, classée « numéro un » par les auditeurs de Radio-Monte-Carlo, par son émission diffusée le dimanche matin : "Le disque demandé par les auditeurs". Sa voix chaude et sa diction de « diseuse » au service de textes sentimentaux, la faisant reconnaître entre toutes. 
Selon ses dires, sa tessiture ne pouvant lui permettre d'aborder l'opéra ni l'opérette, elle se tourna vers la variété, même si quelques chansons frôlant la tessiture « opérette » ont été enregistrées telles Amor, amor, Danse avec moi et Vous que j'aimais. Cette dernière, sur l'air des Flots du Danube du compositeur Ivanovici, a fait l'objet d'une adaptation plutôt réussie. Elle a été alors surnommée « La Reine du tango » par ses milliers d'admirateurs. 
Quelques-uns de ses succès d'alors : O luna rossa (adapté de l'italien), ou encore, Prisonnière, Lis-moi dans la main, tzigane. Dans le film Une nuit à Megève (1953) de Raoul André, elle chante la chanson du même titre durant le générique. Elle a également interprété le Bar de l'escadrille (1942) et sa chanson la plus connue Chanson gitane (1942). Ainsi que le succès de Georges Ulmer, Pigalle, entre autres dans 56, rue Pigalle (1949) de Willy Rozier.
Elle enregistre surtout chez Odeon. On trouve régulièrement sa photo sur des petits formats, partitions bon marché qui popularisaient les chansons.
Après plus d'un an d'arrêt, 1952 marqua son retour au disque et à la radio avec notamment les chansons Si tu m'écrivais ou Roses blanches de Corfou et Quand tu reviendras notamment.
En 1954, elle reçut le « Triomphe de la Radiodiffusion Française » qui lui fut remis au cinéma Normandie sur les Champs Elysées. Elle se produisit également à la Salle PACRA, tout près des Editions Paul Beuscher, quartier République.
La dernière « rentrée » qu'elle fit fut avec l'orchestre E.Warner en 1955 à l'Alhambra.
L'année suivante, elle honora des galas dans toute la France . En parallèle, elle continua à beaucoup enregistrer et fit de la radio en direct avec l'orchestre de la station et toujours l'un de ses pianistes attitrés José CANA ou Jacques FULLER. À cette époque, il n'était pas rare de l'entendre en direct sur une radio et en disque sur une autre station.
Elle continua à faire des émissions de radio enregistrées à destination de l'Argentine et de la Russie d'où elle recevait un abondant courrier dont l'adresse était souvent indiquée simplement : « Marie José, chanteuse, Paris »  ou encore sans nom de ville mais « France » seulement.
A l'étranger, elle fit des tournées au Canada, en Belgique, Italie (une seule fois), Egypte,  Algérie, Tunisie, et au Maroc .
Elle chanta également au cabaret de Susy Solidor à Paris.
A Paris encore, elle chanta à Bobino, à l'ABC, aux Variétés, à l'Alhambra, au Gaumont (cinéma de Montmartre ). Elle assura des matinées dans les cinémas des Champs Elysées. Elle chanta à la Salle Pleyel. En France dans tous les casinos des villes pourvues...
Elle fut la chanteuse préférée de RMC durant 12 ans et fut « Oscar Radio Monte Carlo » en 1950 et 1956. Toutes les chaînes de radio diffusaient ses disques plusieurs fois par jour.
Jusqu'au début des années 1960, elle alterne scène et séances d'enregistrement, mais la mode musicale la pousse dans l'ombre, ainsi que pas mal d'autres, telles que Yvette Giraud, Lucienne Delyle ou Jacqueline François. À partir des années 1961-62, quand vient la mode des yéyés, elle est rangée dans un style révolu. Entre 1967 et 1970 le label Odeon ayant été racheté par la firme CBS Disques et sous l'impulsion de Robert Toutan, alors attaché de presse télévision de la marque, elle participera à de nombreuses émissions de télévision, notamment Tilt Magazine de Michèle Arnaud, qui la trouvera merveilleusement kitch. Beaucoup plus tard,  elle ne fait plus que des apparitions chez Pascal Sevran et dans d'autres émissions consacrées au music-hall du passé.

## Filmographie
- 1937 : Naples au baiser de feu d'Augusto Genina (non créditée)
- 1939 : Ils étaient neuf célibataires : la fille aînée de Consuelo
- 1939 : Circonstances atténuantes : Madame Cinq de Canne
- 1939 : Rappel immédiat
- 1943 : Douce : la chanteuse
- 1945 : Les caves du Majestic : la chanteuse (non créditée)
- 1947 : Escale au soleil de Henri Verneuil
- 1949 : 56, rue Pigalle : la chanteuse